# Tina Turns the Country On!
Tina Turns the Country On! — дебютный сольный студийный альбом американской певицы Тины Тёрнер.
Альбом был записан в то время, когда Тина была ещё в составе Ike & Tina Turner Revue. Запись альбома производилась на студии Айка Тёрнера Bolic Sound, хотя продюсером альбома был Том Такер. В итоге альбом был выпущен в 1974 году в США лейблом United Artists.
Хотя альбом не принес коммерческого успеха и не нашёл признания в чартах, альбом был номинирован на премию «Грэмми» как «Лучшее женское вокальное R&B исполнение».

## Список композиций
| №  | Название                                | Автор(ы)          | Длительность |
| -- | --------------------------------------- | ----------------- | ------------ |
| 1. | «Bayou Song»                            | П.Дж. Морс        | 3:27         |
| 2. | «Help Me Make It Through the Night»     | Крис Кристоферсон | 2:56         |
| 3. | «Tonight I’ll Be Staying Here With You» | Боб Дилан         | 3:02         |
| 4. | «If You Love Me (Let Me Know)»          | Джон Ростилл      | 3:04         |
| 5. | «She Belongs to Me»                     | Боб Дилан         | 3:59         |

| №  | Название                       | Автор(ы)                  | Длительность |
| -- | ------------------------------ | ------------------------- | ------------ |
| 1. | «Don’t Talk Now»               | Джеймс Тейлор             | 3:04         |
| 2. | «Long Long Time»               | Гэри Уайт                 | 3:56         |
| 3. | «I’m Movin’ On»                | Хэнк Сноу                 | 2:42         |
| 4. | «There’ll Always Be Music»     | Долли Партон              | 3:18         |
| 5. | «The Love That Lights Our Way» | Фред Карлин, Марша Карлин | 3:20         |